# یادمان طبیعی

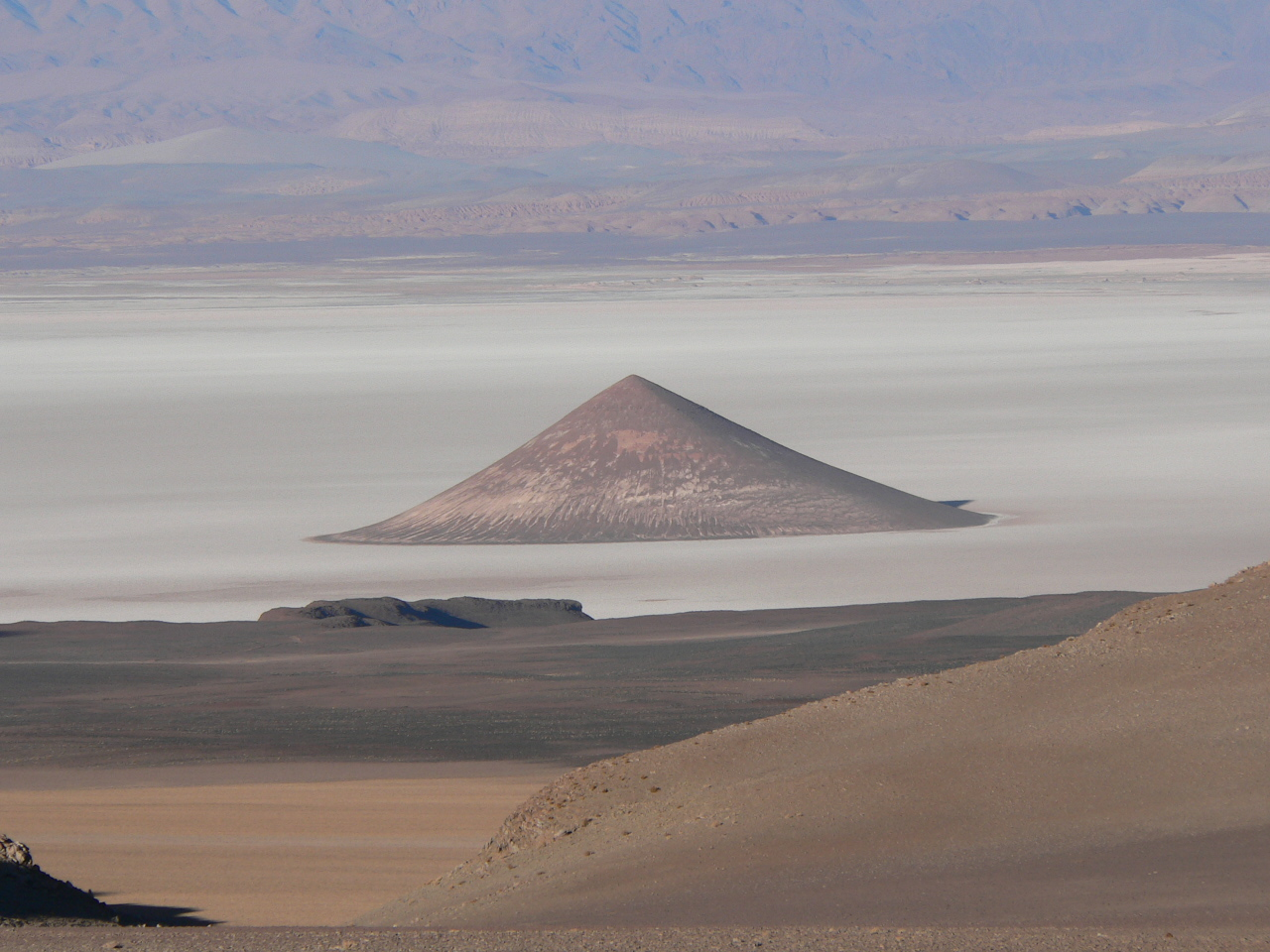
سالار د آرزارو، یک یادمان طبیعی در آرژانتین.

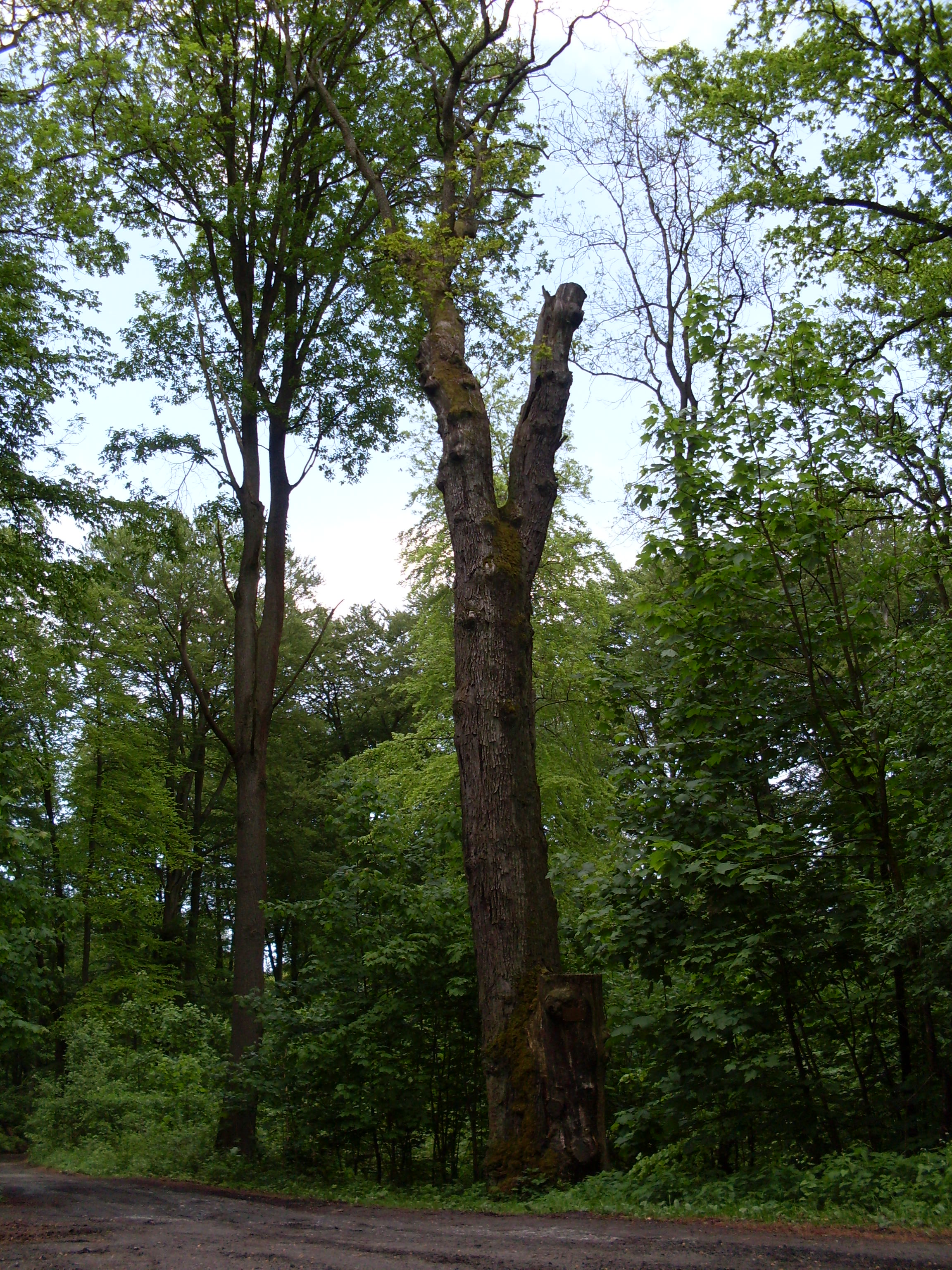
بلوط بوگسلا یک یادمان طبیعی در لهستان

یادمان طبیعی  (به انگلیسی: Natural monument) یک اثر طبیعی یا طبیعی/فرهنگی است که ویژگی‌های برجسته یا ارزش منحصر به فردی را دارا باشد که به سبب ذات و طبیعت نادرش که نوعی کیفیت زیبایی شناختی و فرهنگی را نمایندگی می‌کند اهمیت دارد.

منتخب نشانه‌های یادمان طبیعی
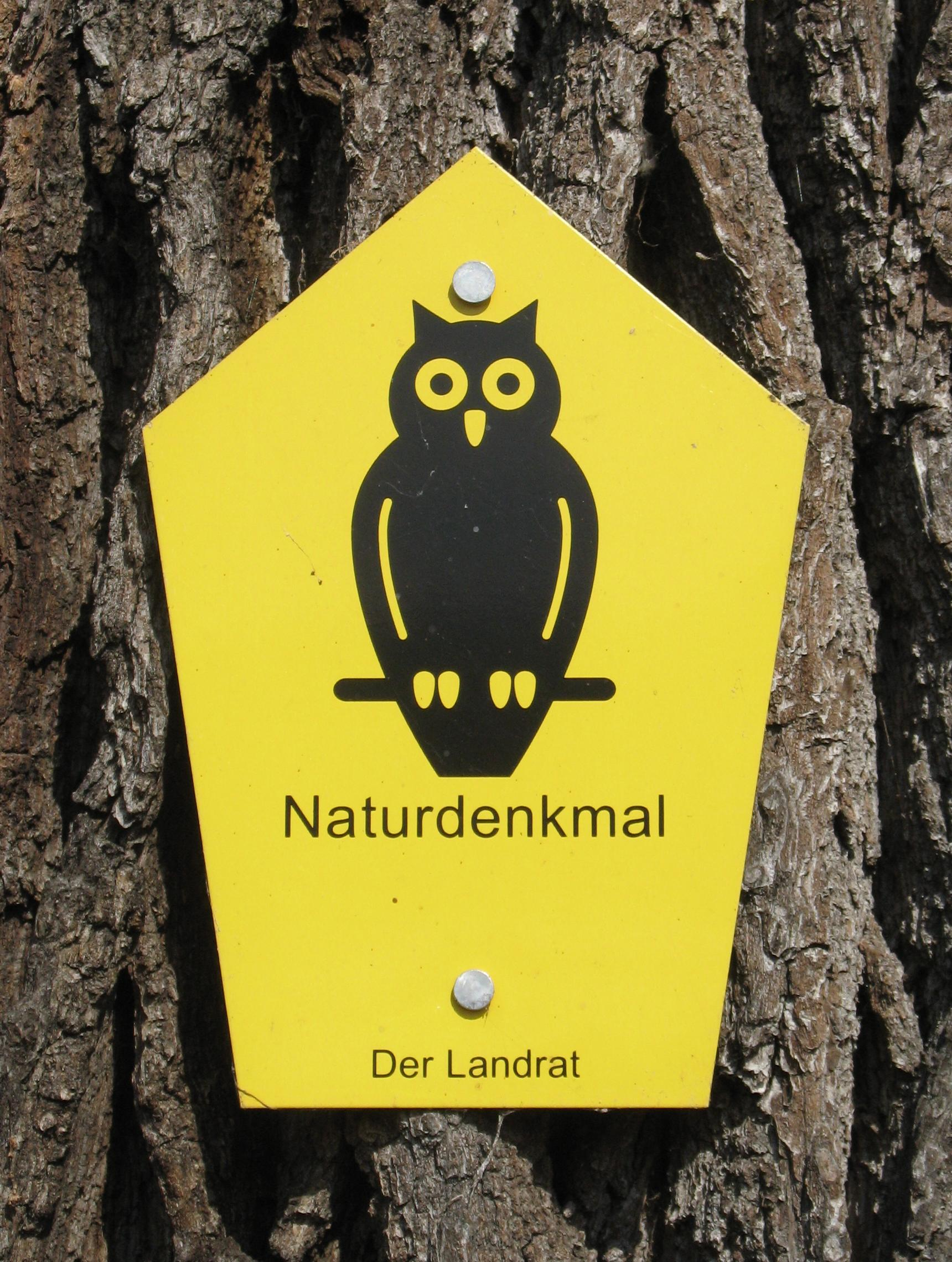
نشانه یادمان طبیعی هیلیگنگرایب-گلینیکک
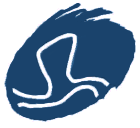
نشانه یادمان طبیعی در گران کاناریا